# 馬格諾利亞鎮區 (北卡羅萊納州杜普林縣)
馬格諾利亞鎮區（英語：Magnolia Township）是位於美國北卡羅萊納州杜普林縣的一個鎮區。

## 地方資料
馬格諾利亞鎮區的面積為143.48平方千米，皆為陸地。根據2020年美國人口普查的數據，當地共有人口2607人，而人口密度為每平方千米18.17人。